# Henry Stowers

a Compétitions nationales et continentales officielles uniquement.

b Matchs officiels uniquement.
Dernière mise à jour le 12 février 2024.
Henry Stowers, né le 3 mars 1995 à Lower Hutt (Nouvelle-Zélande), est un joueur de rugby à XV international samoan évoluant au poste de troisième ligne.

## Biographie
Henry Stowers est le neveu de George Stowers, lui aussi troisième ligne international samoan

## Carrière

### En club
Henry Stowers commence sa formation rugbystique avec l'équipe de la Wainuiomata High School (en), avant de rejoindre le réputé Scots College (en),,. Parallèlement, il est retenu en 2012 dans l'équipe des moins de 18 ans des Hurricanes,. Il joue également avec les équipes de jeunes de la province de Wellington, avec qui il remporte le championnat provincial des moins de 19 ans en 2014.
Après avoir terminé sa scolarité, il joue d'abord avec le club amateur du Wainuiomata RC dans le championnat amateur de la région de Wellington,. Il lance ensuite sa carrière professionnelle en 2014, avec l'équipe senior de Wellington en National Provincial Championship (NPC). Il joue son premier match le 16 août 2014 contre Waikato. En deux saisons avec Wellington, il joue cinq rencontres, dont une seule titularisation.
À la recherche de plus de temps de jeu, il rejoint Bay of Plenty en 2016. Il joue alors dix rencontre lors de sa première saison, puis sept en 2017. Au début de l'année 2016, il a l'occasion de s'entrainer avec la franchise des Chiefs, et participe à une tournée à Hong Kong avec l'équipe Development de la franchise.
En 2018, il décide de rejoindre la franchise australienne de la Western Force, qui viennent d'être exclus du Super Rugby, afin de disputer le World Series Rugby. Il dispute également le National Rugby Championship (NRC), et remporte cette compétition en 2019. La même année, son équipe remporte également le Global Rapid Rugby, après avoir terminé la saison invaincue.
Après deux ans à la Western Force, son équipe est réintégrée au Super Rugby, et Stowers fait ses débuts en Super Rugby AU le 11 juillet 2020 contre les Waratahs. Il joue sept matchs lors de la compétition, tous en tant que titulaire. Malgré son temps de jeu conséquent, il n'est pas conservé au terme de la saison, et quitte la franchise.
Sans contrat professionnel, il rejoint alors le club des Hunter Wildfires, nouvellement intégré au Shute Shield pour la saison 2021.
Après plusieurs bonnes performances avec son nouveau club, il est recruté en cours de saison par la franchise des Brumbies, juste avant les phases finales de Super Rugby AU,. Il joue son premier match lors de la finale perdue par son équipe face aux Queensland Reds,. Il enchaîne ensuite avec le Super Rugby Unlocked, et dispute cinq matchs.
Toujours en 2021, il fait son retour en Nouvelle-Zélande avec la province de Canterbury en NPC,. 
En 2022, il rejoint la nouvelle franchise des Moana Pasifika, qui vient de faire son entrée en Super Rugby. Il s'impose immédiatement comme le troisième ligne centre titulaire de l'équipe,.
Plus tard la même année, il décide de s'engager pour une durée de deux saisons avec l'équipe italienne du Benetton Trévise, évoluant en United Rugby Championship.

### En équipe nationale
En vertu de ses origines, Henry Stowers est sélectionné avec l'équipe des Samoa des moins de 20 ans en 2014, et dispute le Championnat du monde junior. Capitaine de son équipe, il participe aux quatre matchs de son équipe, dont la victoire contre l'Écosse,.
L'année suivante il décide de représenter son pays de naissance, la Nouvelle-Zélande lors du championnat junior d'Océanie, mais une blessure l'en empêche. Malgré cela, il est tout de même sélectionné pour participer au mondial junior 2015 en Italie,. Il dispute les trois matchs de poule de son équipe, puis à la demi-finale gagnée face à la France. Il ne dispute toutefois pas la finale que son équipe remporte face à l'Angleterre.
En 2018, il dispute le World Rugby Pacific Challenge avec l'équipe des Samoa A, dont il est immédiatement nommé capitaine,. 
En juin 2019, il est appelé à jouer pour la première fois avec l'équipe des Samoa afin de participer à la Pacific Nations Cup 2019 et préparer la Coupe du monde au Japon. Il connaît sa première sélection avec les Manu Samoa le 3 août 2019 face aux États-Unis,. Il joue deux matchs lors de la PNC, mais n'est finalement pas retenu dans le groupe pour le mondial.
En 2021, il est rappelé en sélection samoane pour la double confrontations face aux Tonga, qualificative pour la prochaine Coupe du monde. Les Samoans parviennent finalement à se qualifier, après l'avoir emporté largement lors des deux matchs.

## Palmarès

### En club
- Vainqueur du Global Rapid Rugby en 2019 avec la Western Force.
- Vainqueur du National Rugby Championship en la 2019 avec la Western Force.
- Finaliste du Super Rugby AU en 2021 avec les Brumbies.

### En équipe nationale
- Vainqueur du championnat du monde junior en 2015 avec la Nouvelle-Zélande.

## Statistiques internationales
- 5 sélections avec les Samoa depuis 2019.
- 0 point.
- Sélections par années : 2 en 2019, 2 en 2021, 1 en 2022.